# Sarısipahiler, Dursunbey
Sarısipahiler là một xã thuộc huyện Dursunbey, tỉnh Balıkesir, Thổ Nhĩ Kỳ. Dân số thời điểm năm 2010 là 127 người.